# شيرزاد راموند-حنان
شيرزاد راموند حنان أو شيرزاد راموند (وُلدت في 1990) هي سباحة مغربية تحمل الجنسيتين المغربية والفرنسية.

## سيرتها
فازت شيرزاد بالميدالية الفضية في سباق التتابع المتنوع 4 × 100 متر في بطولة أفريقيا للسباحة 2010 بِالدار البيضاء مع سارة البكري وإيمان بولعمان ونوفيسة الشبيحي.
تدربت هي وآخرين في نوادي مو وكانيه أون روسيون.

## وصلات خارجية
- شيرزاد راموند-حنان على موقع الاتحاد الدولي للسباحة (الإنجليزية)
- شيرزاد راموند-حنان على موقع SwimRankings.net (الإنجليزية)
- شيرزاد راموند-حنان على موقع IMDb (الإنجليزية)